# Jack Reacher
Cet article concerne le film. Pour le personnage, voir Jack Reacher (personnage). Pour la série télévisée, voir Reacher.
Série
Jack Reacher: Never Go Back
(2016)
Pour plus de détails, voir Fiche technique et Distribution.
Jack Reacher est un film d'action américain écrit et réalisé par Christopher McQuarrie et sorti en 2012.
Il est l'adaptation cinématographique du roman Folie furieuse (en version originale anglaise : One Shot) de Lee Child paru en 2005, 9e tome des aventures de Jack Reacher.
Le film débute à Pittsburgh, où un tireur d'élite tue cinq personnes au hasard depuis un parking de l'autre côté du fleuve et prend la fuite. Un suspect est rapidement identifié et arrêté : James Barr, un ancien soldat de l'armée américaine. Lors de l'interrogatoire, il ne prononce qu'une phrase : « Trouvez Jack Reacher ». Lors de son transfert, le suspect est agressé par des codétenus et sombre dans le coma. Jack Reacher, ancien policier militaire vivant sans attache, se présente aux enquêteurs et fait la connaissance de l'avocate de Barr, Helen Rodin. Celle-ci demande son aide pour enquêter sur le massacre. L'ancien militaire découvre des incohérences sur la scène du crime, et remarque qu'il est suivi. Reacher et Rodin découvriront que la vérité est tout autre et que les véritables commanditaires ne reculent devant rien.

## Synopsis
La caméra suit une fourgonnette blanche sur une route qui emprunte ensuite l'autoroute qui passe sur le pont Fort Duquesne à Pittsburgh. Au volant, un homme portant des gants de latex monte avec la voiture dans le parking à étages de l'autre côté de la rivière Allegheny, face à la ville. L'homme charge un fusil à lunette, se met en position de tir, abat un homme assis sur un banc, une femme qui porte des documents puis trois autres victimes, sans logique, avant de s'enfuir.
Un groupe de militaires du SWAT débarque sur le lieu où était posté le tireur. Un inspecteur de police récolte des indices, dont une douille, une pièce de monnaie dans un parcmètre sur laquelle on retrouve une empreinte. Cela le mène à un certain James Barr, chez qui on découvre l'arme, les douilles restantes et la fourgonnette blanche dont la plaque a été relevée par les caméras de surveillance.
Dans la salle d'interrogatoire face à James Barr, en présence du procureur Alex Rodin, l'inspecteur Emerson, qui a mené l'enquête et retrouvé l'homme, lui propose de signer un document où il avouerait son crime pour échapper à la peine de mort, mais le suspect écrit simplement de contacter Jack Reacher. Lors de son transfert vers la prison, il est gravement battu par les autres détenus dans le fourgon cellulaire. Quelque part, un homme voit aux informations télévisées le reportage sur l'enquête suite au quintuple meurtre.
Tentant de retrouver le mystérieux Jack Reacher, l'inspecteur renseigne le procureur Alex Rodin sur l'identité de celui-ci et sur son passé d'ancien policier militaire et brillant enquêteur pendant la guerre d'Irak, aujourd'hui disparu et introuvable. Or le voici qui débarque dans le bureau du procureur : il est l'homme qui a vu l'information à la télé. Il demande à avoir accès aux pièces à conviction, ce qui lui est immédiatement refusé. On le laisse cependant rencontrer Barr dans le coma à l’hôpital : il s’est fait agresser alors qu'il aurait dû être en détention protégée.
L'avocate de Barr arrive à ce moment, Helen Rodin, qui se trouve être la fille du procureur, et qui le cite comme témoin de Barr, mais Reacher refuse. Ils se retrouvent dans un restaurant. L'avocate, qui souhaite éviter à son client la peine de mort, écoute Reacher lui expliquer que Barr a été impliqué dans une tuerie similaire lorsqu'il était soldat en Irak peu de temps avant sa démobilisation. Pris d'une folie meurtrière, après avoir subi un entraînement de sniper à longue portée pendant deux ans sans jamais pouvoir tirer sur personne, il a en effet abattu quatre hommes, mais qui se trouvaient, sans qu'il l’ait su, impliqués dans un viol en groupe de femmes et de mineures irakiennes.
Reacher l'avait arrêté, mais l'armée voulant étouffer l'affaire avait abandonné les poursuites. Reacher lui avait promis de le retrouver si jamais il se remettait dans une situation identique une fois démobilisé. Helen demande à Reacher d'enquêter avec elle et d'aller examiner les preuves incriminant Barr qui n'ont pas été communiquées par le procureur, lui rappelant que le suspect n'a pas avoué le crime et n'est pas en état d'être jugé. Reacher refuse à nouveau, monte dans un bus, laissant l'avocate qui s'apprête à repartir. Mais il est descendu du bus, la rejoint et accepte d'enquêter pour elle à condition qu'elle aille rendre visite aux familles des victimes afin de se renseigner sur les personnes tuées ce jour-là dans la fusillade.
Reacher va à son tour examiner les lieux de l'attaque, cherchant à reconstruire le mode opératoire de Barr, et va sur le pont Fort Duquesne observer la scène du crime, qu'il regarde avec le soleil dans le dos, loin de l'endroit où ont eu lieu les tirs. Une voiture qui le suivait depuis le matin le dépasse avec au volant un homme qui semble le surveiller.
Puis il va voir l'enquêteur Emerson qui lui laisse examiner l'arme du crime. Ce dernier lui propose de revenir voir les autres pièces à conviction. Mais Reacher décline son offre et lui fait part de ses doutes du fait que le suspecté ait payé le parcmètre avec la pièce de monnaie. Emerson s'étonne que Reacher ne prenne pas de notes et lui demande le numéro de série du fusil de Barr. Reacher répond en donnant l'année de la pièce de monnaie.
Plus tard, dans un bar, Reacher est abordé par une jeune femme, Sandy, qui lui propose d'aller dans un endroit plus calme. Il l'éconduit, prétextant qu'elle n'est pas dans ses moyens. Celle-ci se déclare insultée par le fait d'être comparée à une prostituée ; une bande de mauvais garçons se faisant passer pour ses frères intervient. Tous sortent pour en découdre, malgré les mises en garde de Reacher qui dit qu'il va tous les battre. Dehors, Reacher neutralise le meneur et deux autres hommes. Les deux derniers prennent fuite sous les yeux de Sandy affolée, qui s'enfuit à son tour à l'arrivée de la police. Reacher est arrêté mais fait savoir qu'il est étonné par la rapidité suspecte de l'intervention. Il a le temps de demander au chef de la bande à terre qui les a engagés.
Helen et Emerson viennent libérer Reacher qui ne peut pas être inculpé puisque personne n'a porté plainte. Avant que l'inspecteur ne s'en aille, Reacher lui donne le numéro de série du fusil qu'Emerson lui avait demandé plus tôt par défi. Puis il explique à Helen qu'il s'est fait piéger par quelqu'un qui voulait qu'il quitte la ville et qu'il est suivi. Hélène et lui passent en revue les informations qu'elle a sur les cinq victimes de la fusillade (une nourrice, une femme de ménage, un courtier dont la relation avec sa femme était très tendue et qui était le premier à avoir été abattu, une épouse qui venait d'acheter une montre de luxe avec de l'argent liquide pour l'offrir à son mari, et Oline Archer, la propriétaire d'une entreprise de construction qu’elle avait refusé de vendre après la mort de son mari qui l'avait fondée, et qui avait été abattue en second).
Selon Reacher, le courtier et l'épouse entretenaient une liaison secrète et devaient se retrouver ; la montre était pour lui, les fleurs qu'il avait achetées n'étaient pas pour sa femme. Mais ils auraient été tués pour faire croire à un tireur fou tuant plusieurs personnes au hasard. Il demande à Helen de rechercher toutes les informations possibles sur les personnes et les endroits que fréquentait Barr, qui semblait faire des pleins d'essence chaque week-end : il pense qu'il se rendait à un stand de tir équipé d'une allée de tir suffisamment longue pour lui permettre de continuer à s'entraîner, mais à au moins une centaine de miles, ce qui expliquerait ses longs déplacements hebdomadaires en voiture.
Plus tard, l'homme qui suivait Jack Reacher en retrouve un autre dans une allée sombre au milieu d'entrepôts : cet autre homme est le tueur du début du film, qui se met à reprocher au premier d'avoir organisé et raté le tabassage de Reacher. L'autre essaie d'expliquer qu'il n'avait parlé qu'au chef de bande et s'est depuis débarrassé de son corps. Mais le tueur se fait menaçant, disant que ses méthodes imprudentes n'ont fait qu'attiser la méfiance de Reacher. Un deuxième homme plus âgé apparaît, qui explique qu'il faut être prêt à beaucoup de sacrifices quand on veut survivre. Ainsi, lui-même quand il était prisonnier en Sibérie avait coupé ses doigts gelés avec ses dents pour s'éviter la gangrène. Et montrant sa main, demande au premier homme de faire de même. Celui-ci essaie mais n'y arrive pas. Il est abattu d'une balle dans la tête par le tueur inconnu, qui demande à l'ex-prisonnier russe ce qu'il faut faire de Reacher. Celui-ci lui répond de faire ce qu'ils font toujours.
Reacher part à la recherche de Sandy, la jeune fille qui avait déclenché la bagarre et lui avait dit travailler au meilleur magasin d’accessoires-auto de la ville, quand elle l’avait accosté. Il repousse un employé au comptoir du magasin qui l’empêchait de passer et trouve le bureau de Sandy. Elle demande à l’employé de la laisser seule avec Reacher, et avoue avoir agi pour 100 $ sur ordre de Jeb, le chef de la bande des mauvais garçons. Celui-ci lui avait dit que Reacher était un prédateur sexuel à qui il fallait donner une leçon. Désemparée par l’attitude calme de Reacher, elle lui dit qu’on ne refusait rien à Jeb et qu’il fabriquait de la drogue, lui donne l'adresse de Jeb et lui laisse les clés de sa voiture. Avant de partir, Reacher conseille à Sandy de ne plus se laisser utiliser et de quitter la ville pendant quelques jours.
En route pour la maison de Jeb, une voiture se met à suivre Reacher, qui arrive sous le porche de la maison, où est assise une vielle dame catatonique, droguée sans doute. Mais sitôt Reacher dans la maison, elle sort un téléphone portable de sa manche et passe un appel. A l'intérieur, Reacher fouille pièce par pièce. En bas de la côte où est située la maison, une autre voiture dépasse à vive allure celle qui suivait Reacher, garée plus bas. Deux hommes en descendent, entrent dans la maison, attaquent Reacher, maladroitement, et se font neutraliser. Un troisième homme arrive par derrière avec une arme. C’est l’un des attaquants de la bande de l’autre soir. Reacher le désarme, l’oblige à lui remettre les clés de sa voiture et apprend que Jeb a disparu.
De retour chez Helen, Reacher dit qu’il pense que Jeb a été éliminé ; que les preuves détenues par le procureur contre Barr sont incohérentes ; et que Barr n'aurait pas procédé de cette façon pour tirer sur les cibles : non à partir du parking face au soleil, mais depuis le pont, dans sa fourgonnette, sans même avoir ainsi besoin de ramasser ses douilles qui seraient tombées dans le véhicule. Et sans se faire repérer par les caméras du parking, ni avoir bizarrement besoin de payer le parcmètre, en pouvant prendre la fuite directement. Mieux, il n’aurait pas logé une sixième balle dans des bidons d’eau sur la scène de la tuerie, laissant là une preuve irréfutable pour l'accusation. Reacher déduit que c'est quelqu'un qui a tiré et raté exprès pour faire porter le chapeau à Barr. À cause de la perfection de la scène de crime qui semble avoir échappé à tout le monde, Reacher croit que Barr est innocent. C'est pourquoi ce dernier aurait fait appel à lui, car étant le seul capable de prouver son innocence. Helen a du mal à accepter cette théorie. Reacher l'amène à la fenêtre, lui montre la voiture qui l'a suivi et lui demande de faire une recherche sur son immatriculation.
Après rapide vérification, celle-ci appartient à une entreprise de construction, Lebendauer Enterprises qui était en concurrence avec celle d’Oline Archer pour un important marché. Helen comprend après Reacher que l’attentat visait à tuer une cible spécifique et que les quatre autres personnes qui passaient par hasard ont servi à couvrir ce crime. Elle se range à la théorie de Reacher mais refuse tout de même de trouver les coupables, arguant que ce n’est pas son rôle.
Plus tard dans la nuit, Sandy sort de chez elle et s’apprête à rejoindre quelqu’un. C’est alors que l’homme qui a abattu les cinq victimes vient à sa rencontre, lui rappelle qu’ils se sont rencontrés récemment à une soirée arrosée et se présente à elle comme Charlie. Il lui propose de prendre un verre. Elle décline mais se fait attaquer par derrière par un acolyte de Charlie, qui à son tour l’étouffe et la tue.
Reacher quitte Helen, qui vient de lui remettre le nom du club de tir où s'entraînait Barr, tout en lui révélant les malversations de Lebendauer auprès d’autres entreprises un peu partout dans le monde pour obtenir des marchés.
La police a découvert le corps de Sandy dans les poubelles du motel où loge Reacher. L’inspecteur Emerson est sur les lieux. Reacher arrive, se fait repérer par Emerson, voit l’ambulance avec Sandy sur le brancard, comprend, redémarre et s’enfuit, une cohorte de voitures de police à ses trousses. Une poursuite s’engage entre la police, Reacher et la voiture de Charlie qui venait de quitter le motel.
Charlie arrive à semer Reacher, qui est rattrappé par la police. Celui-ci réussit à sortir sans se faire voir de sa voiture qu’il laisse partir au ralenti, que la police a tôt fait d’encercler, pendant qu’il se dirige vers une petite foule à un arrêt de bus, parvenant à s’échapper sous le nez d’Emerson.
L’inspecteur et le procureur Rodin sont chez Helen pour lui apprendre que Reacher a tué Sandy, a salement amoché trois gars, a volé une voiture, et qu'un mandat d'arrêt a été lancé contre lui. Helen n'arrive pas à les croire, les accuse de l’accuser d’être sa complice. Son téléphone sonne, Reacher au bout du fil comprend qu’elle ne peut parler mais lui dit de se méfier de l’inspecteur et même de son père procureur, qui étaient les seuls à savoir qu’il enquête pour elle.
Au club de tir où s'entraînait Barr, Reacher y rencontre le propriétaire du club, un ancien sergent des marines, et lui demande des renseignements sur Barr. Le propriétaire lui dit qu’il ne répondra que s'il arrive à mettre trois balles au centre de la cible, un défi que Reacher relève. Il peut ainsi apprendre que Barr était un bon tireur, et qu’un ami venait aussi avec lui : Charlie.
Il en informe Helen, qui retrouve le procureur pour lui faire part de ses recherches sur Lebendauer Enterprises et ses méthodes criminelles, en indiquant à son père qu’elle a mis sa vie en danger du seul fait d'avoir mené cette enquête. Celui-ci lui propose d’être placée sous protection judiciaire, mais cela l’empêcherait de continuer son enquête. Outrée et inquiète, elle part mais est rejointe au dernier moment dans l'ascenseur par Emerson, qui la neutralise à l'aide d'un pistolet électrique. À demi-consciente, elle est emmenée par deux hommes, dont l’un est Charlie.
Dans un bar, Reacher téléphone à Helen sur son portable. Mais c'est Charlie qui lui répond, disant que malheur arrivera à Helen s’il ne se rend pas. Les deux hommes ne cessent de se défier et de se raccrocher au nez. Charlie, enragé par Reacher, finit par lui donner le lieu où les retrouver.
Il s’agit d’une carrière, protégée par des hommes lourdement armés. Dans le bureau principal se trouvent Charlie, Helen gardée à bout portant par Emerson, et l’ex-prisonnier russe qui se fait appeler Zek et semble être le donneur d’ordres.
Reacher, qui est venu avec le propriétaire du stand de tir, entre dans la carrière en marche arrière au volant de la voiture d’Helen qu’il avait empruntée. Il attire ainsi le feu sur lui, pour que le propriétaire du stand de tir, embusqué plus loin, repère les tireurs et les abatte.
Malheureusement la voiture heurte un rocher, se retrouve immobilisée sous un feu nourri. Mais le propriétaire du stand de tir se met à tirer sur les tireurs qui s’approchent à découvert de Reacher. Celui-ci parvient à sortir.
Charlie, qui a suivi la scène, oriente un projecteur vers le propriétaire du stand de tir, le prend sous son feu mais le rate. Reacher le voit et tire sur sa position sans l'atteindre. Charlie voit alors Reacher avancer à découvert. Mais un tir du propriétaire du stand endommage le fusil de Charlie, qui abandonne l'arme. Reacher monte dans un dumper (un camion-benne de carrière) et fonce vers le bureau où est détenue Helen.
Le dumper arrive devant les hommes de Charlie mais c’est le propriétaire du stand de tir qui est au volant. Reacher, qui se trouvait derrière eux, les abat. Dans le bureau de la mine, l’ambiance est à la déconfiture. Charlie sort dans la nuit sous des trombes de pluie pour un ultime combat avec Reacher.
Emerson se met derrière Helen tout en la tenant en joue, mais Reacher dehors près de la porte lui dit qu'il a compris qu’il était coupable, parce que lui seul aurait pu avoir l’idée d’aller chercher une pièce dans le parcmètre avec l’empreinte du tueur. Puis il élimine Emerson.
Zek, resté seul face à Reacher et Helen, dit n'être qu'un simple vieil homme se trouvant au mauvais moment au mauvais endroit et qu’il ne sera jamais inquiété. Reacher comprend que la capacité de survie d’un ex-prisonnier des geôles sibériennes est plus forte que tout et, pour lui donner tort, l’abat.
À l'hôpital, Barr enfin sorti du coma, parle avec Helen. Il n'a plus le moindre souvenir lié au crime dont il est accusé mais pense quand même l'avoir commis. L'avocat lui fait voir deux photos, celle du parking et celle du pont, et lui demande de quelle manière il aurait procédé pour abattre des cibles dans le parc. Barr lui répond qu'il l'a vraisemblablement fait depuis le pont dans sa fourgonnette, comme l'avait décrit Reacher. Le  procureur Rodin, qui était là-aussi, reçoit cette déposition, qui innocente Barr. L'avocate lui dit de ne plus s'inquiéter. Mais Barr se met à pleurer en demandant où est Jack Reacher, à qui il avait pourtant demandé de venir l’aider.
Reacher est assis dans un bus. À l’arrière, on entend un homme qui terrorise une femme en lui hurlant dessus. Reacher se lève et se dirige vers le fond du bus.

## Fiche technique
- Titre original, français et québécois : Jack Reacher
- Réalisation : Christopher McQuarrie
- Scénario : Christopher McQuarrie, d'après le roman Folie furieuse (One Shot) de Lee Child
- Musique : Joe Kraemer
- Direction artistique : Gregory A. Weimerskirch et Christa Munro
- Décors : Jim Bissell
- Costumes : Susan Matheson
- Photographie : Caleb Deschanel
- Son : Anna Behlmer, Terry Porter, Mark P. Stoeckinger, Alan Rankin
- Montage : Kevin Stitt
- Production : Tom Cruise, Paula Wagner, Don Granger et Gary Levinsohn
  - Production déléguée : David Ellison, Dana Goldberg, Ken Kamins, Kevin J. Messick, Jake Myers et Paul Schwake
  - Production associée : Cliff Lanning
- Sociétés de production[1] : Paramount Pictures, Skydance Media, Mutual Film Company, H2L Media Group et TC Productions
- Sociétés de distribution : Paramount Pictures
- Budget : 60 millions de $[2]
- Pays de production :  États-Unis
- Langue originale : anglais
- Format[3] : couleur (DeLuxe) - 35 mm / D-Cinema - 2,35:1 (Cinémascope) (Panavision)
  - son Dolby Digital | Datasat | SDDS | Dolby Atmos | Dolby Surround 7.1
- Genre : Action, policier, drame et thriller
- Durée : 130 minutes
- Dates de sortie[4] :
  - Royaume-Uni : 10 décembre 2012 (première mondiale à Londres)[5]
  - États-Unis, Québec[6] : 21 décembre 2012
  - France, Belgique, Suisse romande[7] : 26 décembre 2012
- Classification[8] :
  - États-Unis : accord parental recommandé, film déconseillé aux moins de 13 ans (certificat #47728) (PG-13 - Parents Strongly Cautioned)[Note 1]
  - France : tous publics avec avertissement[9],[Note 2],[Note 3]
  - Québec : 13 ans et plus (13+ / 13 years and over)

## Distribution

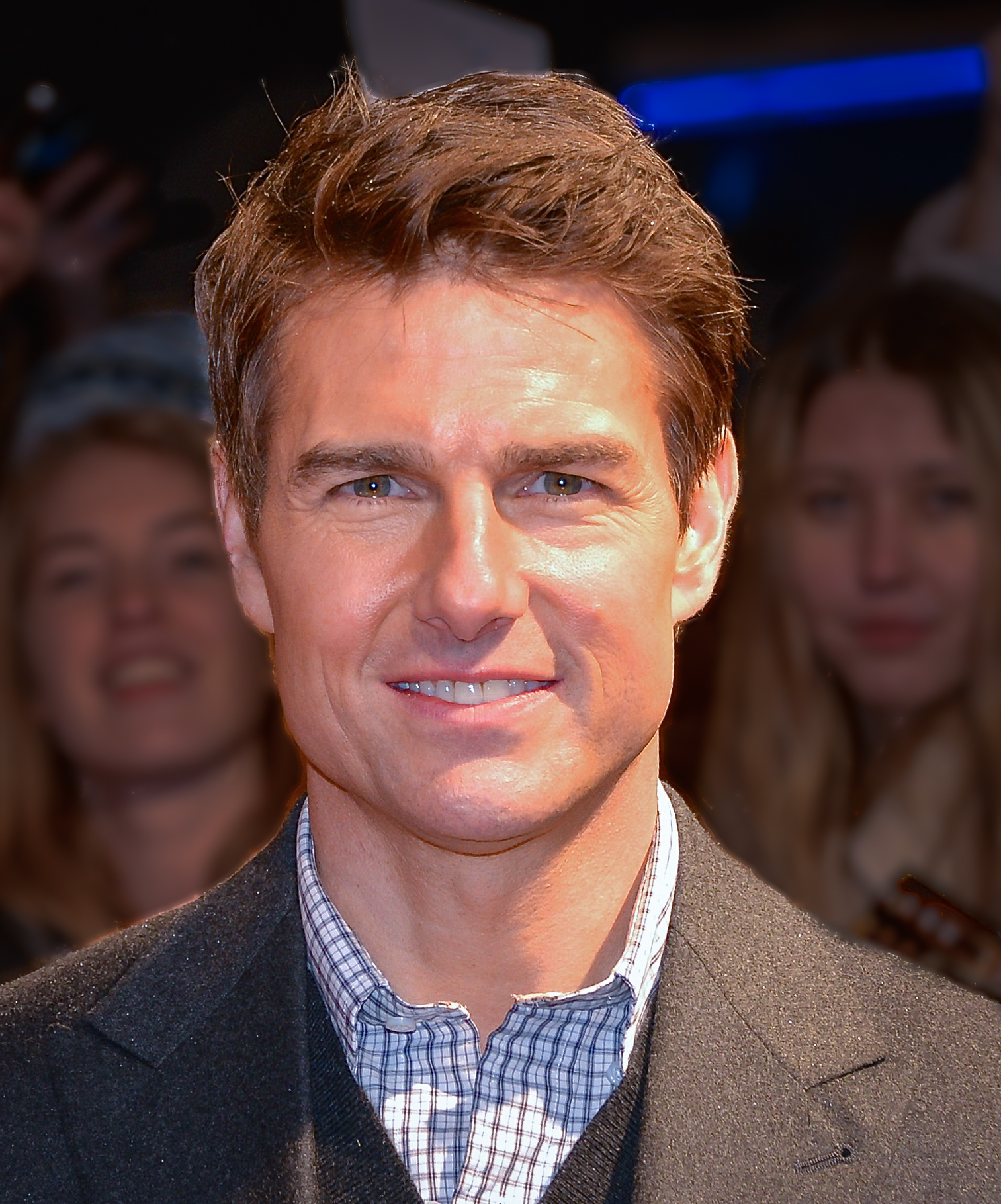
Tom Cruise en décembre 2012 à l'avant-première du film à Stockholm.
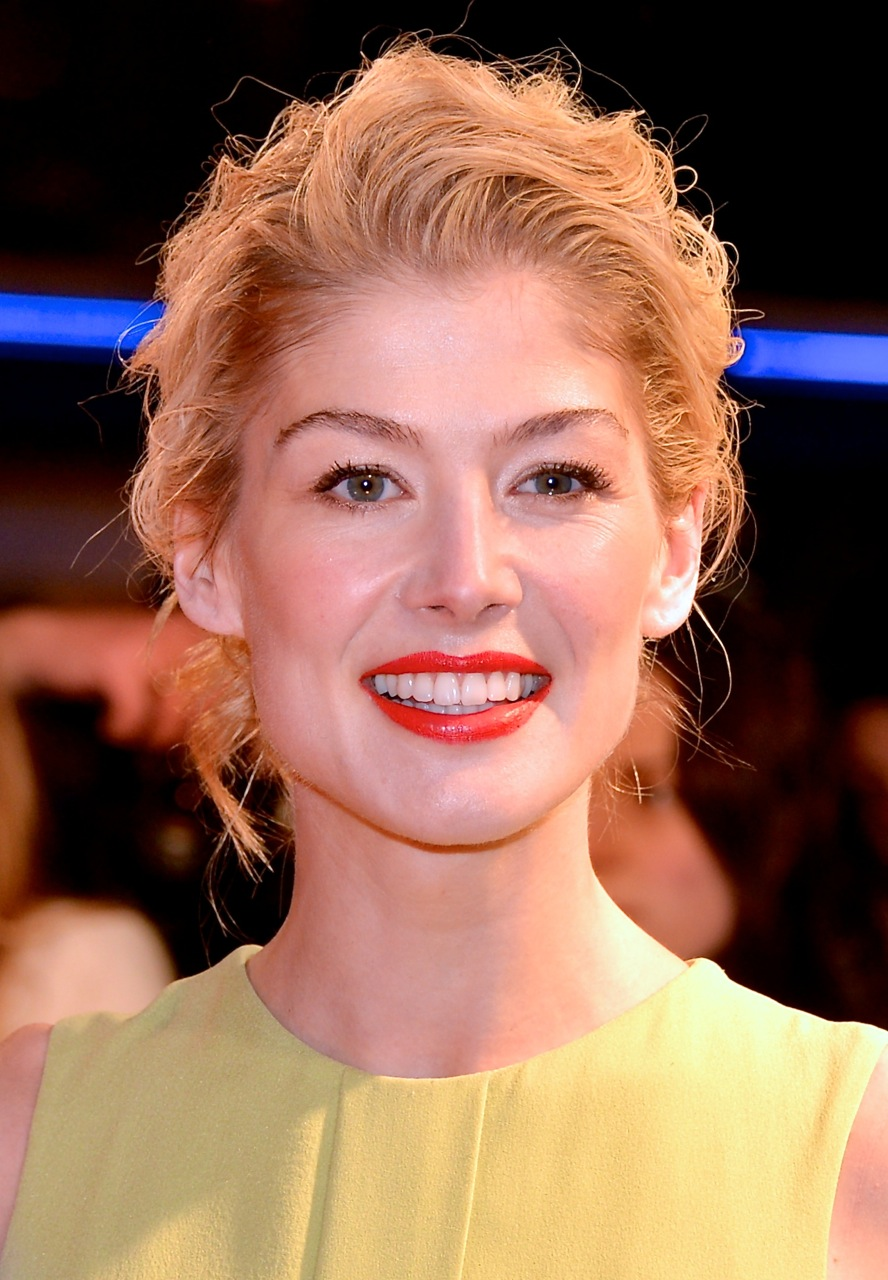
Rosamund Pike en décembre 2012 à l'avant-première du film à Stockholm.
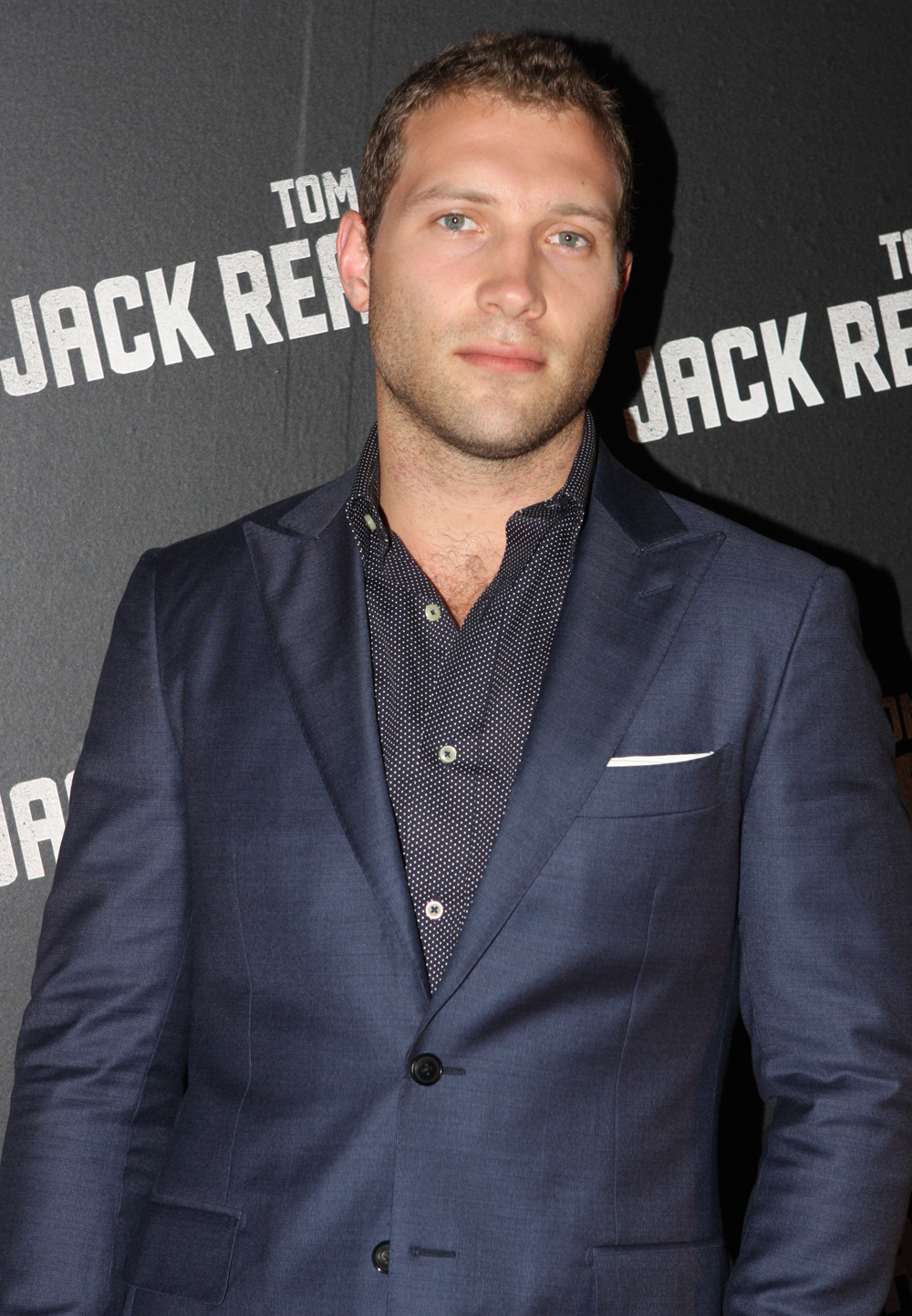
Jai Courtney en décembre 2012 à l'avant-première du film à Sydney.

- Tom Cruise (VF : Jean-Philippe Puymartin ; VQ : Gilbert Lachance) : Jack Reacher
- Rosamund Pike (VF : Charlotte Marin ; VQ : Valérie Gagné) : Helen Rodin
- Richard Jenkins (VF : Michel Derain ; VQ : Jean-Marie Moncelet) : Alex Rodin
- Werner Herzog (VF : Georges Claisse ; VQ : Alain Fournier ) : Zek Tcheloviek
- David Oyelowo (VF : Jean-Baptiste Anoumon ; VQ : Marc-André Bélanger) : Emerson
- Robert Duvall (VF : Dominique Paturel ; VQ : Hubert Fielden) : Martin Cash
- Jai Courtney (VF : Rémi Bichet ; VQ : Frédérik Zacharek) : Charlie
- Joseph Sikora (VF : Thierry Hancisse) : James Barr
- Michael Raymond-James (VF : Christophe Lemoine ; VQ : Louis-Philippe Dandenault) : Linsky
- Alexia Fast (VF : Leslie Lipkins ; VQ : Kim Jalabert) : Sandy
- Vladimir Sizov : Vlad
- Josh Helman : Jeb Oliver
- James Martin Kelly (VF : Serge Biavian)  : Rob Farrior
- Dylan Kussman (VF : Jean-François Vlérick ; VQ : Jacques Lussier) : Gary
- Denver Milord : Punk
- Susan Angelo : Oline Archer
- Julia Yorks : Chrissie Farrior
- Nicole Forester (en) : Nancy Holt
- Delilah Picart : Rita Coronado
- Joe Coyle : Darren Sawyer
- Sophie Guest : la petite fille
- Lee Child : un policier (caméo)
- Tommy Lafitte : le passager du bus qui a prêté sa casquette

Sources et légendes : Version française (VF) sur AlloDoublage ; Version québécoise (VQ) sur doublage.qc.ca 

## Production

### Développement

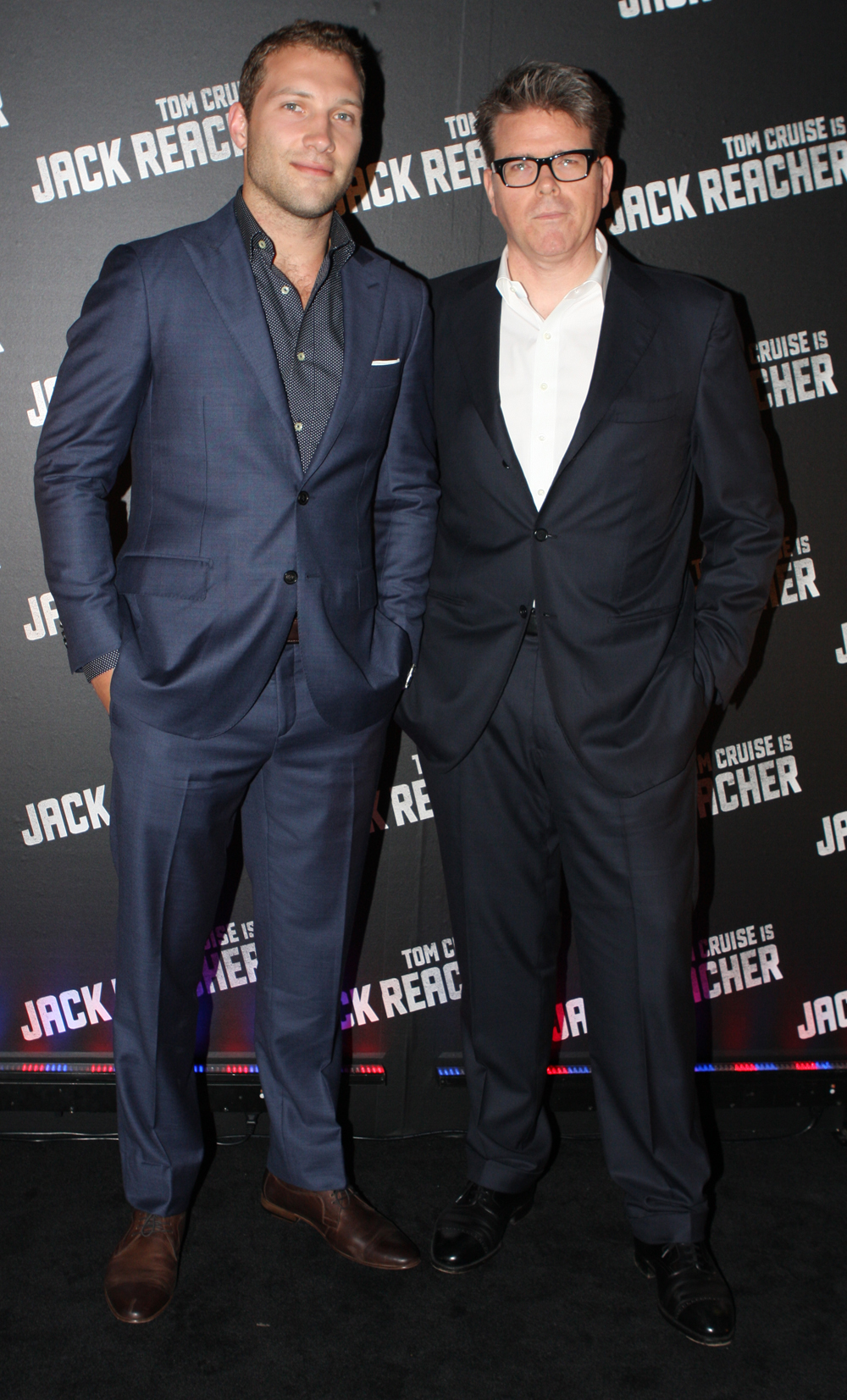
Jai Courtney et Christopher McQuarrie à l'avant première du film à Sydney.

Des tentatives visant à adapter la série de romans de l'auteur Lee Child Jack Reacher à un film ont été faites depuis que le personnage a fait ses débuts dans Killing Floor en 1997. Après des options sans succès pour PolyGram puis New Line Cinema, Paramount Pictures et Cruise/Wagner Productions ont acquis les droits du film en 2005. Le scénariste Josh Olson a ensuite été embauché pour adapter le roman le plus récent de Child dans la série Reacher, One Shot (2005). En juillet 2010, Christopher McQuarrie, qui avait précédemment collaboré avec Cruise/Wagner Productions sur le film Walkyrie de 2008, s'est engagé à retravailler le script d'Olson et à diriger le film.

### Attributions des rôles
En juin 2011, Tom Cruise était en pourparlers pour jouer le rôle de Jack Reacher. Un accord est conclu un mois après avec les studios. Certains fans de la série de romans se sont étonnés de ce choix parce que la taille de l'acteur ne correspondait pas à la description gigantesque du héros dans les romans. S'expliquant sur le casting, l'auteur Lee Child a déclaré qu'il serait impossible de trouver un acteur gigantesque apte à recréer la sensation du livre à l'écran, tandis que Cruise avait le talent pour incarner un Reacher convaincant. Child a également déclaré: "La taille de Reacher dans les livres est une métaphore d'une force imparable que Cruise dépeint à sa manière". De la taille relativement petite de Cruise, Child a déclaré: "Avec un autre acteur, vous pourriez obtenir 100% de la taille mais seulement 90% de Reacher. Avec Tom, vous aurez 100% de Reacher avec 90% de la taille".
Après le casting de Cruise, Rosamund Pike a été choisie pour jouer le rôle principal féminin. Parmi les autres actrices qui étaient en lice pour le rôle, figuraient Hayley Atwell et Alexa Davalos. En septembre 2011, le casting principal était verrouillé avec l'embauche de David Oyelowo, Richard Jenkins, Jai Courtney et Robert Duvall. Werner Herzog, principalement connu pour son travail de metteur en scène, a complété le casting en octobre 2011 pour incarner le Zek, le méchant en chef du film.

### Tournage
Le tournage du film a commencé en octobre 2011. Tom Cruise a réalisé ses propres cascades au cours de la séquence de poursuite en voiture du film. "Pour moi, passer à l'action est quelque chose de très amusant. Le problème dans la plupart des poursuites en voiture, c'est que vous essayez de cacher le fait que ce n'est pas l'acteur qui conduit", a déclaré McQuarrie. "Le défi ici était exactement l'inverse. Nous essayions de montrer que c'était toujours Tom qui conduisait. Il conduisait littéralement dans toutes les séquences de cascades".
En février 2012, Kevin Messick l'un des producteurs exécutifs du film, a poursuivi Don Granger et Gary Levinsohn, deux autres producteurs pour rupture de contrat sur un accord de coentreprise, affirmant qu'il "avait aidé à développer le film, renouvelant les options de Paramount pour les droits sur le livre et participé à la recherche d'un scénariste", mais à compter de juillet 2010, il n’avait pas eu de réunion avec le scénariste ni avec le studio et n’avait pas reçu certains brouillons du scénario en cours de développement. Messick poursuit en justice pour dommages non spécifiés, les honoraires de son producteur et le droit de participer à toutes les suites à venir.

## Accueil

### Accueil critique
Jack Reacher rencontre un accueil critique allant de positif à mitigé dans les pays anglophones, recueillant 61 % d'avis favorables sur le site Rotten Tomatoes, basé sur 168 commentaires collectés et une note moyenne de 6,2⁄10, tandis que le site Metacritic lui attribue une moyenne de 50⁄100, basé sur 35 commentaires collectés. En France, le film rencontre un accueil favorable, puisque le site Allociné lui attribue une note moyenne de 3.2⁄5, à partir de l'interprétation de 23 critiques de presse.

### Box-office
Sorti aux États-Unis dans 3 352 salles, Jack Reacher prend la seconde place du box-office avec 15 210 156 $ de recettes engrangées lors de son premier week-end d'exploitation, soit une moyenne de 4 538 $ par salles, ne parvenant pas à déloger Le Hobbit : Un voyage inattendu et ses 36 888 365 $, pour une moyenne de 8 997 $ par salles, en tête du box-office depuis sa sortie. Par la suite, il ne parvient pas à enrayer sa chute au fil des semaines, connaissant des baisses de 28 % à 63 % de ses recettes, et finit son exploitation avec 80 070 736 $ après treize semaines resté à l'affiche. C'est à l'étranger que le film fonctionne le mieux, avec 138 269 859 $ de recettes internationales, portant le cumul des recettes au box-office mondial à 218 340 595 $.
En France, le film fait un démarrage modeste au box-office avec 642 306 entrées, ne parvenant pas à déloger Le Hobbit : Un voyage inattendu et De l'autre côté du périph, qui occupent respectivement la première et seconde place. Il reste en troisième position pour les deux semaines suivantes en ayant enregistré un score de 1 241 344 entrées.
| Pays ou région    | Box-office         | Date d'arrêt du box-office | Nombre de semaines |
| ----------------- | ------------------ | -------------------------- | ------------------ |
| États-Unis Canada | 80 070 736 $       | 21 mars 2013               | 13                 |
| France            | 1 410 051 entrées, | 13 février 2013            | 7                  |
| Total mondial     | 218 340 595 $      |                            |                    |

## Distinctions
En 2013, Jack Reacher a été sélectionné 7 fois dans diverses catégories et a remporté 1 récompense.

### Récompenses
- Prix BMI du cinéma et de la télévision 2013 : Prix BMI de la meilleure musique de film décerné à Joe Kraemer.

### Nominations
- Prix de la Guilde des superviseurs de musique (Guild of Music Supervisors Awards) 2013 :
  - Meilleure supervision musicale de bandes-annonces pour Jordan Silverberg.
- MTV Movie Awards 2013 : Meilleure scène d'action.
- Prix de la bande-annonce d'or 2013 :
  - Meilleure bande-annonce pour un thriller pour Paramount Pictures et Transit,
  - Meilleur spot TV de film d'action pour Paramount Pictures et The AV Squad,
  - Meilleur spot TV pour un thriller pour Paramount Pictures et The AV Squad.
- Prix du thriller policier 2013 : Meilleur film.

## Suite
En décembre 2013, Paramount Pictures et Skydance Productions confirment une suite au film. Christopher McQuarrie devrait en être le réalisateur. L'histoire sera basée sur le roman Never Go Back (2013) de Lee Child, 18e roman autour de Jack Reacher.
En mai 2015, il est révélé que le réalisateur Edward Zwick, qui a déjà dirigé Tom Cruise sur Le Dernier Samourai, a été approché pour remplacer Christopher McQuarrie, ce dernier venant d'achever la post-production du blockbuster Mission impossible : Rogue Nation.